# 長谷川一夫
長谷川 一夫（はせがわ かずお、1908年（明治41年）2月27日 - 1984年（昭和59年）4月6日）は、日本の俳優。旧芸名に林 長丸（はやし ちょうまる）、林 長二郎（はやし ちょうじろう）。愛称は長さん。身長162cm。
戦前から戦後の長きにかけて、日本映画界を代表する二枚目の時代劇スターとして活躍し、同時代の剣戟俳優である阪東妻三郎、大河内傳次郎、嵐寛寿郎、片岡千恵蔵、市川右太衛門とともに「時代劇六大スタア」と呼ばれた。歌舞伎界から松竹に入り、松竹時代劇の看板俳優となった。その後東宝、大映と移り、300本以上の作品に出演。舞台やテレビドラマでも大きな活躍を見せており、晩年には宝塚歌劇『ベルサイユのばら』の初演で演出を行った。没後に俳優では初の国民栄誉賞を受賞。
最初の妻は初代中村鴈治郎の次女・林たみ。のちに離婚し、新橋の名妓・飯島繁と再婚。俳優の林成年は長男、女優の長谷川季子と長谷川稀世は長女・次女、また稀世の娘に女優の長谷川かずきがいる。

## 来歴

### 歌舞伎界へ
1908年（明治41年）2月27日（木曜日）、京都府紀伊郡堀内村字六地蔵（現在の京都市伏見区桃山）に生まれる。一夫の叔父（母の弟）で、家業の造り酒屋を継承し、大手座という芝居小屋を経営していた長谷川宗太郎の影響で、幼いころから大手座に出入りし、芝居を見て育った。
1913年（大正2年）、中村鶴之助一座の『菅原伝授手習鑑 寺子屋』に風邪で倒れた子役の代役として、菅秀才を演じ舞台デビューした。これが奇縁となり、翌1914年（大正3年）、関西歌舞伎の中村福円の弟子となり、中村 一夫を名乗る。全国を巡業漂泊し、1917年（大正6年）、福円一座と共に初東上して浅草吾妻座に出演、嵐 佳寿夫と改名した。
1918年（大正7年）、初代中村鴈治郎の門下に加わり、その長男林長三郎に預けられ、林長丸を名乗る。鴈治郎一座の関西青年歌舞伎には、後に映画界に移る市川百々之助、市川右一（市川右太衛門）、嵐徳太郎（嵐寛寿郎）らがいた。長丸は女形として人気を博し、鴈治郎からは実の子のように可愛がられたという。
1926年（大正15年）、大阪松竹座こけら落としの舞台に出ているところ、観劇に来た大阪松竹社長白井松次郎と二代目実川延若にその美貌ぶりを認められる。

### 映画界へ

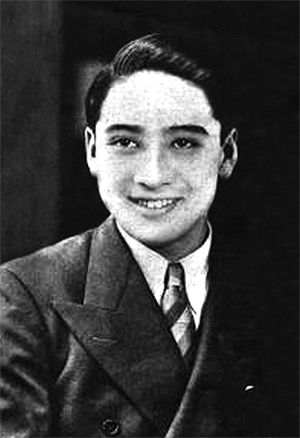
林長二郎時代

1927年（昭和2年）、白井の社長命令で、師の了解のもと松竹下賀茂撮影所に入社。師から林長二郎の芸名を貰い、犬塚稔監督の『稚児の剣法』で銀幕デビューを果たす。
当時、時代劇映画の製作に注力し始めた松竹は、林を期待の新人スターとして、莫大な宣伝費をかけて売りだされた。結果、この映画は若い女性の間で大人気となり、林は抜群の美貌に加え、若手時代劇スターを渇望していた松竹が社をあげて宣伝したことが功を奏してたちまちスター俳優となった。
同年、主演第2作目で衣笠貞之助監督の『お嬢吉三』に出演。以来衣笠とは大映時代までの約50作品でコンビを組んだ。松竹時代では『鬼あざみ』『二つ燈籠』『鯉名の銀平』などの衣笠作品に主演、同時に美剣士スターとして大人気となった。
1935年（昭和10年）、衣笠の『雪之丞変化』が公開されると、長二郎の人気は頂点に達する。物語の面白さもさることながら、長二郎は3役（女形の歌舞伎役者に身をやつして両親の仇討ちをする剣豪の雪之丞、それを助ける義賊の悪太郎、雪之丞の母）に扮して千変万化の主演ぶりを見せ、大ヒットとなった。「流す涙がお芝居ならば・・・」の主題歌も流行した。

### 東宝、新東宝へ
1937年（昭和12年）、松竹を退社し、東宝に移籍。「忘恩の徒」とマスコミから轟々たる非難を浴びる。移籍の背景には長谷川が最新の設備に惹かれたことと、松竹の扱いに憤慨した母親が長谷川に相談せず東宝との契約書に押印したとの事情も伝えられている。
また、当時東宝撮影所所長であった今井理輔は、移籍の理由として中村鴈治郎の死後、一家に対する松竹の仕打ちが冷淡であったことを挙げたほか、月給が松竹時代より500円安くなっていることに触れ金銭が原因ではないことを示唆している。
同年11月12日、『源九郎義経』（渡辺邦男監督）の撮影中、撮影所から宿舎へ移動する最中「松竹への恩義を忘れた不徳義漢」との建前で、撮影所出入りの不良少年・増田三郎と、金という男の二人に襲われて顔を斬りつけられ、左頬を貫通する深手を負い、撮影続行不能、映画は中止。「林長二郎暴漢に顔を斬らる!」との新聞見出しに京都中がてんやわんやとなり、この「二枚目映画スタアの受難」は日本全国を騒然とさせた。この事件の裏には松竹の意向があったと噂されている（東宝移籍のいきさつも参照）。
事件後、長谷川は怪我を機会に芸名を本名の長谷川一夫にしたいと東宝へ申し入れ、1938年（昭和13年）3月4日、東宝本社がこれを受理。『藤十郎の恋』（山本嘉次郎監督）で銀幕復帰。独自に工夫したメイキャップで傷跡を消し、再起不能とまでいわれた逆境を跳ね返して堂々二枚目スタアに返り咲いた。また、『鶴八鶴次郎』などでは山田五十鈴とコンビを組み、ヒットを飛ばした。そのほか、李香蘭と共演した『白蘭の歌』（渡辺邦男監督）、『支那の夜』（伏水修監督）などといった現代劇に出演したが、時代劇ではこれという決定作は少なかった。
1942年（昭和17年）、演劇の実演を行うため、山田五十鈴らと新演伎座を結成。
1944年（昭和19年）、召集され、鳥取連隊に入隊。後に除隊され、1945年（昭和20年）の終戦時まで慰問公演を各地で行った。
1947年（昭和22年）、東宝が東宝争議で機能停止。長谷川は組合側にも経営者側にも立たず、大河内伝次郎、藤田進、黒川弥太郎、高峰秀子、入江たか子、花井蘭子、山田五十鈴、原節子、山根寿子とともに「十人の旗の会」を結成して日映演東宝支部を脱退、3月25日に新東宝の設立に参加した。
1948年（昭和23年）、新演伎座を株式会社化し、自らその代表となる。映画製作も行い『小判鮫』『幽霊暁に死す』などを製作した。翌1949年（昭和24年）、新東宝の『銭形平次捕物控 平次八百八町』（佐伯清監督）に主演し、長谷川の十八番となる銭形平次を初めて演じた。

### 大映から映画界引退、その後

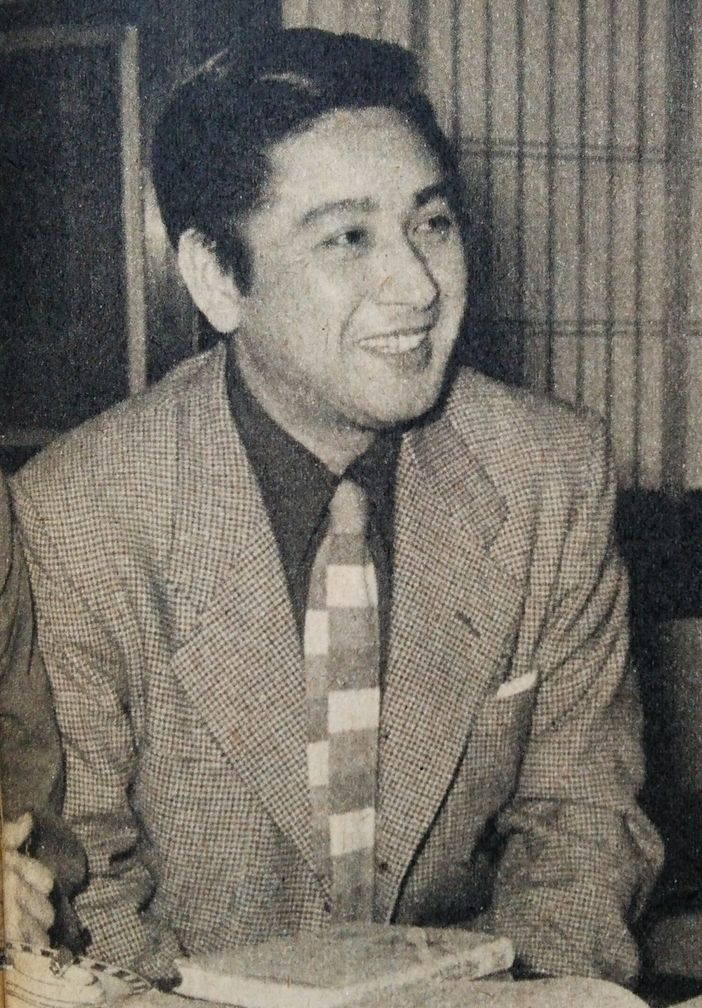
1953年

1950年（昭和25年）、大映京都撮影所に重役として迎えられる。翌1951年（昭和26年）、『銭形平次』（森一生監督）が公開、以後『銭形平次捕物控』シリーズとして、大映で計17本の作品が作られ、同社を支える人気シリーズの一つとなった。
1953年（昭和28年）、イーストマン・カラー第1作である、衣笠監督の『地獄門』に主演。作品はカンヌ国際映画祭グランプリとアカデミー賞外国語映画賞を受賞した。翌1954年（昭和29年）、溝口健二監督の『近松物語』に主演。
1955年（昭和30年）7月、この年より東宝歌舞伎を主宰し、東京宝塚劇場を中心に新歌舞伎座、御園座、中日劇場で公演を行い、大成功させる。年2回ほど公演を行い、二代目中村扇雀（四代目坂田藤十郎）、十七代目中村勘三郎、六代目中村歌右衛門ら豪華なゲスト出演で知られ、華やかなレヴュー『春夏秋冬』などの公演で人気を得た。
1958年（昭和33年）、後援会「長谷川一夫の会」により『長谷川一夫 画譜 映画生活三十周年の記録』が編まれた。
1963年（昭和38年）、『江戸無情』（西山正輝監督）を最後に、「後進に道を開く」と言い残し、ひとまず映画界を去った。ここまで大映のトップスターであり続けた。
以後は、東宝歌舞伎など演劇を中心に活躍したが、テレビドラマにも多く出演し、1964年（昭和39年）には大河ドラマ『赤穂浪士』に大石内蔵助役で主演、これが生涯の当たり役のひとつとなった。
1974年（昭和49年）、宝塚歌劇の『ベルサイユのばら』初演の演出を行い、大きな話題になった。
1983年（昭和58年）、東宝歌舞伎正月公演『半七捕物帳』が最後の舞台となり、同年秋に糖尿病の悪化で入院。翌1984年（昭和59年）には繁夫人と死別。その時から急速に衰え、後を追うようにして4月6日、頭蓋内膿瘍のため東京慈恵会医科大学附属病院で死去、享年76。没後、国民栄誉賞を受賞した。墓は本法寺と谷中霊園にある。

## 人物・エピソード

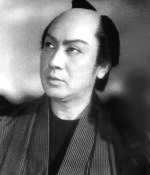
『銭形平次』（1951年）

「ミーハー」とは、林長二郎のファンのために作られた言葉である。若い女性が大好きな「みつまめ」と、「はやし長二郎大好き人間」を揶揄してできたのが「ミーハー族」というキャッチフレーズだった。
一時期、日本橋小網町のガソリンスタンド明光石油株式会社日本橋カズヲスタンドSSと供に赤坂で料亭賀寿老（かずお）を繁夫人と経営していた。酒が体質的に飲めず、大の甘党であったこともあり、晩年は糖尿病などの慢性病に悩まされた。

### 映画界入りのきっかけ
いわゆる時代劇六大スタアのなかで、長谷川は一番若い。長谷川はもともと旅芝居の子役出身で、大阪の青年歌舞伎では女形をしていた。長谷川は昭和2年の映画界入りについて次のように語っている。
「活動写真は好きでした。阪妻が好きで、十四、五の頃でしたか、活動に出たいなんて言っていると、市川百々之助が出てきたんですね。百々之助にできるなら僕にもできるなんて、思ったこともあります」
市川右太衛門もこれと同じことを語っている。百々之助は女性ファンからチャンバラスタアとしては異例の人気を得たが、長谷川の女性人気はこれに次ぎ、凌ぐものだった。デビュー作『稚児の剣法』前後についてはこう語っている。
「その頃は、百々之助、阪妻、大河内傳次郎が雲の上の人でした。みなさんのような、激しい立ち回りは私にはできませんでしたから、きれいな、踊りを踊るような立ち回りすればと、考えたんですね。ラストシーンで膝が見えても白粉塗ってるような時分でしょう。カッコよかったのかもしれませんねえ」
長谷川には門閥の背景がないため出世の見込みはなく、芝居畑から若い映画界へ飛び込んで行ったのは、阪東妻三郎や市川右太衛門、片岡千恵蔵、嵐寛寿郎らとまったく同じ状況だった。しかし映画界は歌舞伎の世界からは「泥芝居（泥の上でやる芝居）」と呼ばれ、軽んじられてもいた。
「映画は、面白かったというよりも、失敗したら帰るところがないという、そんな気持ちでしたね。映画入りは、止めたのが半分、しっかりやりなさいよと応援してくれたのが半分でしたから。たまにお芝居の楽屋に行きますと、ああ、土の匂いがすると思ったらカツドウ役者が来てる、と、そんな風に言われたものですよ。カツドウ役者、泥の上で芝居すると、地べたの役者なんて言われたんですね」
後年長谷川は、師の門人で指南役の初代市川箱登羅から「役者は舞台に出て当たり前、シャシン（映画の事）なんかに出るな。土の上で芝居したらあかん。板（舞台のこと）には戻られへんで。」と常々言い聞かせられていたので抵抗があったが、昭和元年12月に師から「白井はんから話が来てるんや。シャシンに出なはれ。名前も林の苗字名乗ってええ、長三郎の一字を取って長二郎と名乗り。お前との師弟の仲はなくならへんで。成駒屋の門人のままやねんで。」と励まされたので決心がついたという（山川静夫との対談での証言）。

### 美剣士スター

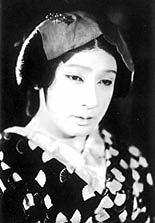
『雪之丞変化』（1935年）では女形を務めた経験を生かして女役を演じた。

松竹時代の長谷川（当時は林長二郎の芸名）は、『稚児の剣法』で銀幕デビューしてからその美貌で売りだされて、美剣士スターと称された。女形あがりのため女役を演じることも多い。戦時中は「軍国主義的な容貌ではない」などと非国民扱いまでされたが、その美貌は生涯女性ファンを魅了し、時代劇の命脈を「日本人の半分」に繋いできた。
1928年正月、銀幕デビュー10か月後に、挨拶のため上京したが、東京駅頭では、1万人余りのファン（主に女性）が歓声をあげて出迎えた。詰めかけたファンは雪崩をうって揉み合い、何十・何百と林立するノボリ、打ち振られるハンケチと、凄まじい人気ぶりだった。長二郎のうるんだまなざしは「眼千両」と言われ、世の女性ファンを虜とした。時代劇スタアが女性のアイドルとなるのは、実に市川百々之助以来のことだった。デビューの年には十八本もの作品に出演している。本人は「家に帰れたのはたったの九日間だけ。労働基準法のない時代でしたからね」と笑っている。
女形出身の長二郎は、よく人気に応えて、たちまち全国の女性層のアイドルとなり、チャンバラスタアとはまた違った世界で、長二郎ブームが始まった。女形出身の衣笠貞之助監督が自らの経験を生かして、同じ女形出身の長二郎を磨きに磨いたのだから、やくざをやっても、殿様をやっても、剣士をやっても、何もかも水の滴るばかりの美男ぶりを見せるので、女性ファンにとってはたまらない魅力となり、劇場では銀幕に向かって思わず「長さァ〜ん!」、「あたしがここにいるわよ!」と、あちらからもこちらからも狂わんばかりの声が飛んだ。あげくのはてに、共演した女優へ恨みと嫉妬の脅迫状が送られてくる始末だった。
長谷川の立ち回りは「上目使いに微笑を含み、殺陣でさえ婀娜っぽい」とされ、うるんだまなざしは「眼千両」と言われた。他の剣豪スタアとは一味も二味も違って異質な長谷川の殺陣は、「市川右太衛門を所作事とすれば、“剣劇レビュー”」と評された。
犬塚稔とともに、デビュー時代の長谷川と組んで「新人三人組」と呼ばれた円谷英二は、長谷川の眼の演技について、こう述べている。
「長谷川君の眼は現在に至る迄定評のあるところだが、それとても、只天性のものばかりではなく、彼が実によく眼の扱い方を研究していたことにはさらに定評がある。照明に対して最も効果的な自分の位置、顔の角度視線の定点等には彼は最も細心な注意を常に払っていたのも並々ならぬ彼の研究の成果だったに違いない」。
昭和初期、活動写真の役者は白塗りの歌舞伎スタイルが常識だった。が、長谷川は円谷とのコンビで、「顔に影を落とす」という陰影撮影法を試している。これは当時の映画界ではタブーの手法であり、円谷はこの手法を責められて、予算も設備も一等劣る「B級班」落ちさせられている。新人だった長谷川は円谷が「キャメラというものをたたきこんで呉れた」と述べていて、後年、そんな円谷と試した様々な撮影手法を懐かしがり、また親交厚かった円谷を偲んでいる。
小国英雄によると、斬られたときの「手のアップ」がいちばんうまい剣戟俳優は長谷川だったそうで、長谷川主演の映画で、斬られた相手の手のアップを撮ろう、となったときに、長谷川が自分で「ワッ」と手の演技をして撮らせたことがあったという。
稲垣浩は長谷川の華麗な立ち回りについて、「林長二郎なんて言う人は女形だったんだけど、映画で美剣士役でチャンバラができたということは、やっぱり踊りの下地があったからです」と述べている。

### 東宝移籍のいきさつ
長谷川は1937年に松竹から東宝に移籍を決め、暴漢に顔を斬りつけられるというテロ事件に遭っている。が、長谷川本人はこのテロを特にタブー視していない。
当時、東宝の砧撮影所は、業界でも最新の撮影設備を備え、もっとも進歩的なところであり、上京のたびに長谷川はこれらの機材を見て羨ましく思っていたという。松竹下加茂にも新しいキャメラを入れて欲しいと嘆願したこともあったが、受け入れてはもらえなかった。長谷川は「俳優にとって一番の願いは、いい作品に出演することだ」と語っている。金銭がらみの複雑な歌舞伎の世界がのしかかっていたではあろうが、東宝の新しい撮影機材とシステム、魅力ある企画は長谷川の心をとらえ、移籍を決心させたのである。
しかし、この決心は松竹の心証をいたく悪くしたばかりか、ジャーナリズムを敵に回してしまった。新聞各紙は「忘恩の徒」と書きたて、一斉に長谷川非難を始めたのである。そんな折に長谷川は「二枚目の命」である顔を斬られた。
林長二郎を松竹下加茂撮影所から引き抜いた東宝は、『源九郎義経』を早く撮るため、これをわざわざ合併したばかりの京都のJ.O.スタヂオで撮入させた。引き抜きからまだ1ヶ月しか経たないうえに松竹の地元京都での撮影はいかにも刺戟が強すぎた上に、東宝は長二郎の護衛に地元の侠客笹井一家を充てていた。この護衛を着けたことが、結果的にテロ事件を呼んでしまったのである。事件の翌日から、警察は地元の不良少年を片っ端から引っ張ったが、犯人の見当はつかなかった。犯人である増田三郎という撮影所出入りのチンピラ少年を見つけ出したのは、増田と顔見知りだったマキノ正博で、実際に顔を斬りつけたのは増田の身内の金という男だった。マキノは増田を説得し、一週間の猶予を与えて金とともに太秦警察署に出頭させたが、その間にも警察の犯人探しは続けられていて、引っ張られた者の中には当時、新興シネマ常務取締役だった永田雅一 の姿もあった。マキノによると池永浩久や渡辺邦男監督、護衛にあたった笹井組の笹井静一（マキノ正博の義理の兄）も強いショックを受けていたといい、笹井はマキノの問いに対して、この事件の裏に大金を生むスタアを巡った、映画会社のどろどろとした内幕を示唆している。
緊急入院した林長二郎は自戒を込めて何も話さず、この事件を肝に銘じて忘れぬよう、あえて顔の傷を整形したりしなかった。裁判所も「役者の顔は生命」として、実行犯に二年という異例の刑期で実刑判決を下している。
「この事件が起こって以来、皆さん、スタアさん、自由にほかの会社に出られるようになったんですよ。テロ以来、ピタッと非難の記事が無くなりました。顔を切られて、再起不能の俳優なのに、可哀そうだという面もあったのでしょう」
犯人検挙の後、長谷川は「背後関係は探ってくれるな」と申し出て事件は一件落着となっている。このいきさつについて、長谷川は次のように語っている。
「ええ、もうよして下さいって言ったんです。背後関係を調べても私の顔が元通りになるわけではありませんし、それに映画界のボロが出るだけでしょう。業界全体のイメージダウンになりますから」

### 舞台俳優、長谷川一夫
長谷川は映画界を退いた後は舞台に専念した。この理由について次のように語っている。
「五十五歳になったら映画はやめようと、若いころから思っていました。皺くちゃのオッサンになって映画出てたらおかしいでしょう。私は二枚目で売ってますから、いい男でなけりゃならないんですよ。顔がたるんでから、いい男の役で出るのは嫌ですから」
東宝歌舞伎の基本パターンは、十代の頃、大阪・松竹座で二代目楳茂都扇性の振り付けを見て、ショーを覚えたのが始まりだった。昭和初期に小林一三、渋沢栄一に呼ばれ、「洋楽が入った歌舞伎調の芝居をやってほしい」と頼まれ、結成したのが新演伎座である。しかしこれはジャーナリズムにこっぴどく叩かれたという。
舞台活動は、戦前の1937年、初代鴈治郎追善公演で大阪中座、大阪歌舞伎座に出演、「忠臣蔵連理鉢植」などで他の歌舞伎俳優と共演している。これは松竹本社の意向によるものであったが、当時映画俳優は歌舞伎役者より格下とみられる傾向があり、ましてや舞台を去って映画界へ移った長谷川への風当たりは強く、早速「何で活動写真の俳優と出るんだ。」と抗議が出た。この時は白井松次郎らが「長谷川が出るから客が来るんやないか。」と言い返して事なきを得た。映画界に入っての長谷川は歌舞伎界との縁を完全に切ったことはなく、師の初代鴈治郎と十五代目市村羽左衛門を終生崇拝し、六代目尾上菊五郎の演技を研究するなど東西の梨園の名優を手本とした。同年代の六代目中村歌右衛門や十七代目中村勘三郎とは舞台に共演したり、私生活でも交友を続けていた。戦後の関西歌舞伎の凋落を見かねて、二代目鴈治郎や十三代目片岡仁左衛門らによる自主公演「七人の会」に「七人半でもええさかいに出しとくんなはれ。」と真剣に参加を求めたこともある。（諸事情により実現されなかった。）
研究熱心で、終戦直後、長谷川がルンバなどの最新のダンスを舞台で演じたのを見学した古川ロッパはその上手さに舌を巻き「まったくあなたの努力はすごい」と激賞したと日記に書き残しているように、歌舞伎舞踊を基礎としながらも常に新しい境地を開拓する姿勢は最後まで衰えなかった。
戦後になり舞台出演が本格化。東京の歌舞伎座の舞台に立つことで、舞台俳優として長谷川一夫が成功する。このショーは豪華なゲスト出演者で有名で、梨園からは六代目歌右衛門、十七代目勘三郎、二代目中村扇雀、八代目松本幸四郎（初代白鸚）、三代目實川延若、二代目市川小太夫、十代目岩井半四郎。そのほかにも女優の初代水谷八重子、山田五十鈴、京マチ子、淡島千景、新珠三千代、草笛光子、歌手の美空ひばり、越路吹雪、江利チエミ、桜田淳子なども出演。長男の林成年、長女の長谷川季子、甥の林与一も出演している。

### 長谷川一夫と稲垣浩
稲垣浩が長谷川と初めて知り合ったのは「林長二郎」時代のことで、当時稲垣は助監督だった。年末に長二郎から助監督連に「金二円」のお歳暮が配られた。薄給の助監督にとって金二円の商品券は「（『一本刀土俵入』の）駒形茂兵衛のようにうれしかった」といい、その二円で買ったソフト帽は、翌年監督に昇進してからも四、五年かぶっていた。会社が違うので仕事はしなかったが、会えば「コーちゃん」、「長さん」という親しさで、「いつか一緒に仕事がしたいな」と言い合った。
それから27年目に一緒に仕事をしたが、わずかな日数しか貰えず、『風雲千両船』（1952年）は特別出演、『お祭半次郎』（1953年）は一週間の早撮りだった。「なが年約束しながら心ゆくまでの仕事ができなかったのは残念」として、「見るたびに時間のなかった当時を思い出し、ためいきが出たり、懐かしく思ったり」と当時を述懐している。
稲垣浩は「長谷川一夫さんほど運の強い人はないと思う」と語っている。映画入りして以来、ついに一度も人気の落ちることもなく、特別な事情のない限り助演に回ったこともないという大スタア、東宝歌舞伎の切符は毎回売り切れ、『ベルサイユのばら』も大当たりとなった。また、「もう一つ不思議なこと」として、長谷川の去ったあとの会社は、たいてい落ち目になることを挙げている。
古巣である松竹を去って東宝へ移ったとき暴漢に看板である顔を切られたが幸いにも大事に至らなかった。だが、去った後の松竹は華やかさを失い、ついには他力の助けをかりねばならなくなった。戦後は東宝争議によって東宝を去り新東宝を創立したが、東宝は無残な状態となり、新東宝を去るとまもなく新東宝はつぶれた。大映時代は会社役員ともなったが役員解任とともに大映を去ると、大映の屋台骨が崩れ始めた。稲垣は「どこまでついている人なのか計りしれない」と評している。

## 受賞・受章歴
- 1953年：ブルーリボン賞大衆賞
- 1957年：菊池寛賞
- 1965年：紫綬褒章
- 1978年：勲三等瑞宝章
- 1980年：菊田一夫演劇賞演劇大賞
- 1981年：松尾芸能賞特別大賞
- 1984年：国民栄誉賞（没後追贈）

## 主な出演作

### 映画
- 稚児の剣法（1927年、松竹）
- お嬢吉三（1927年、松竹）
- 勤王時代（1928年、松竹）
- 御用船（1927年、松竹）
- 白井権八（1928年、松竹）
- 人非人（1928年、松竹）
- 人形武士（1928年、松竹）

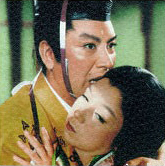
『地獄門』（1953年）右は京マチ子。

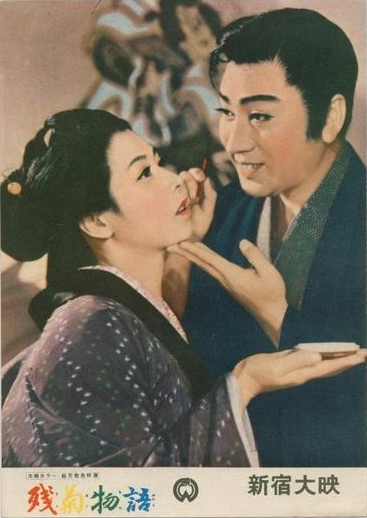
『残菊物語』（1956年）左は淡島千景。

- お坊吉三（1929年、松竹）※男女二役をトリック撮影
- 黒手組助六（1929年、松竹）
- 月形半平太（1929年、松竹）
- 関の弥太っぺ（1930年、松竹）
- 忠臣蔵（1932年、松竹） - 浅野内匠頭、吉田沢右衛門
- 鼠小僧次郎吉（1932年、松竹）
- 髪結新三（1932年、松竹）
- 菊五郎格子（1932年、松竹）
- 鯉名の銀平（1933年、松竹） - 鯉名の銀平
- 二つ燈籠（1933年、松竹） - 清吉
- 一本刀土俵入り（1934年、松竹） - 駒形茂兵衛
- 沓掛時次郎（1934年、松竹）
- 侠客曾我（1934年、松竹）
- 私の兄さん（1934年、松竹）
- 花婿の寝言（1935年、松竹）
- くらやみの石松（1935年、松竹）
- 雪之丞変化（1935年、松竹） - 中村雪之丞、闇太郎、母親
- お夏清十郎（1936年、松竹）
- 元禄快挙余譚 土屋主税 落花の巻・雪解篇（1937年、松竹） - 土屋主税
- 番町皿屋敷（1937年、松竹）
- 大坂夏の陣（1937年、松竹） - 坂崎出羽守
- 蒙古襲来 敵国降伏（1937年、松竹） - 北條時宗
- 源九郎義経（1937年、東宝）※テロ事件により撮影中断、未完成。スチールのみ現存。弁慶役は大河内傳次郎
- 藤十郎の恋（1938年、東宝） - 坂田藤十郎　※東宝入社第一作
- 鶴八鶴次郎（1938年、東宝）
- 瞼の母（1938年、東宝）
- 忠臣蔵（1939年、東宝） - 浅野内匠頭
- 喧嘩鳶（1939年、東宝） - 加賀鳶吉五郎
- 白蘭の歌（1939年、東宝） - 松村康吉
- 支那の夜（1940年、東宝） - 長谷哲夫
- 蛇姫様（1940年、東宝） - 千太郎
- をり鶴七變化（1940年、東宝）
- 燃ゆる大空（1940年、東宝） - 大橋大尉
- 熱砂の誓ひ（1940年、東宝）
- 阿波の踊子（1941年、東宝）
- 男の花道（1941年、東宝）
- 家光と彦左（1941年、東宝）
- 川中島合戦（1941年、東宝）‐ 百蔵
- 婦系図（1942年、東宝） - 早瀬主税
- 伊那の勘太郎（1943年、東宝）
- 三十三間堂通し矢物語（1945年、東宝） - 星野勘左衛門
- 或る夜の殿様（1946年、東宝） - 平喜一郎
- 東宝千一夜（1947年、新東宝）
- 大江戸の鬼（1947年、新東宝）
- 幽霊暁に死す（1948年、新演伎座） - 小幡平太郎、息子小平太
- 小判鮫（1948年、新演伎座）※男女二役
- 甲賀屋敷（1949年、新演伎座）
- 千両肌（1950年、新演伎座）
- 鬼あざみ（1950年、新演伎座）
- 月の渡り鳥（1951年、大映）
- 銭形平次捕物控シリーズ（大映） - 銭形平次
  - 銭形平次（1951年）
  - 銭形平次捕物控 恋文道中（1951年）
  - 銭形平次捕物控 地獄の門（1952年）
  - 銭形平次捕物控 からくり屋敷（1953年）
  - 銭形平次捕物控 金色の狼（1953年）
  - 銭形平次捕物控 幽霊大名（1954年）
  - 銭形平次捕物控 どくろ駕篭（1955年）
  - 銭形平次捕物控 死美人風呂（1956年）
  - 銭形平次捕物控 人肌蜘蛛（1956年）
  - 銭形平次捕物控 まだら蛇（1957年）
  - 銭形平次捕物控 女狐屋敷（1957年）
  - 銭形平次捕物控 八人の花嫁（1958年）
  - 銭形平次捕物控 鬼火燈籠（1958年）
  - 銭形平次捕物控 雪女の足跡（1958年）
  - 銭形平次捕物控 美人蜘蛛（1960年）
  - 銭形平次捕物控 夜のえんま帖（1961年）
  - 銭形平次捕物控 美人鮫（1961年）
- 源氏物語（1951年、大映） - 光源氏 ※大映創立十周年映画
- 治郎吉格子（1952年、大映）
- 大佛開眼（1952年、大映） - 楯戸ノ国人
- 風雲千両船（1952年、大映）※特別出演
- 浅間の鴉（1953年、大映） - 沓掛時次郎
- 地獄門（1953年、大映） - 盛遠
- 花の三度笠（1954年、大映）
- 近松物語（1954年、大映） - 駒形茂兵衛
- 藤十郎の恋（1955年、大映）
- 薔薇いくたびか（1955年、大映） - 山村御風
- つばくろ笠（1955年、大映）
- 逢いぞめ笠（1956年、大映）
- 新・平家物語 義仲をめぐる三人の女（1956年、大映） - 木曽次郎義仲
- 月形半平太 花の巻・嵐の巻（1956年、大映）
- 残菊物語（1956年、大映） - 尾上菊之助
- 子の刻参上（1957年、大映）
- 源氏物語 浮舟（1957年、大映） - 光源氏の子・薫の君
- 鳴門秘帖（1957年、大映）
- 刃傷未遂（1957年、大映） - 岡部長泰
- 江戸っ子祭（1958年、大映） - 一心太助
- 忠臣蔵（1958年、大映） - 大石内蔵助
- 口笛を吹く渡り鳥（1958年、大映）
- 日蓮と蒙古大襲来（1958年、大映） - 日蓮
- 四谷怪談（1959年、大映）
- 歌麿をめぐる五人の女（1959年、大映）
- 次郎長富士（1959年、大映） - 清水次郎長
- 山田長政・王者の剣（1959年、大映）
- 風来物語 仁侠篇・あばれ飛車（1959年・1960年、大映） - 巽の直次郎
- 一本刀土俵入（1960年、大映）
- 疵千両（1960年、大映）
- 大江山酒天童子（1960年、大映） - 酒呑童子
- 水戸黄門海を渡る（1961年、大映） - 水戸黄門、シャグシャイン
- 秦・始皇帝（1962年、大映） - 干越
- 雪之丞変化（1963年、大映） - 中村雪之丞、闇太郎　※映画出演300本記念作品
- 江戸無情（1963年、大映）※最後の出演作品
- ちゃんばらグラフィティー 斬る!（1981年、東映）※主演場面の抜粋

### テレビ番組
- NHK大河ドラマ / 赤穂浪士[24]（1964年、NHK） - 大石内蔵助
- 半七捕物帖（1966年、TBS）
- 人形佐七捕物帳 第1話「江戸一番のいい男」（1971年、NET / 東宝） - 溜池の半造
- おらんだ左近事件帖 第15話「その夜の男」（1972年、CX / 東宝） - 江戸節弥之助
- 長谷川伸シリーズ / 暗闇の丑松（1973年、NET） - 暗闇の丑松

### その他のテレビ出演
- 第22回NHK紅白歌合戦（1971年12月31日、NHK） - ゲスト出演
- クイズダービー（1982年1月2日、TBS） - ゲスト出演

### 舞台
- 男の花道（1962年、大阪新歌舞伎座） - 加賀谷歌右衛門
- 東宝歌舞伎新春特別公演・大石内蔵助（1982年、東京宝塚劇場） - 大石内蔵助

### 刊行著作
- 『長二郎草紙』 下加茂雑誌社、1930年 - 林長二郎時代の回想談
- 『私の二十年』 中央社、1948年
- 『芸道30年』 萬里閣新社、1957年
- 『舞台・銀幕六十年』 日本経済新聞社、1973年 - 「私の履歴書」より
- 『長谷川一夫 美女才人対談』 毎日新聞社、1979年

## 関連書籍
- 林成年 『父・長谷川一夫の大いなる遺産』 講談社、1985年。追悼出版
- 山村美紗 『小説 長谷川一夫　男の花道』 読売新聞社（上下）、1985年、文春文庫、1989年
- 『別冊太陽　長谷川一夫をめぐる女優たち』 平凡社、1986年。図版本
- 矢野誠一 『二枚目の疵　長谷川一夫の春夏秋冬』 文藝春秋、2004年。伝記
- 長谷川稀世 『長二郎変化』 同刊行会編、求龍堂、2008年。生誕百年記念出版

## 関連作品
- 映画『貌斬り KAOKIRI〜戯曲「スタニスラフスキー探偵団」より〜』（2016年） - 長谷川一夫襲撃事件をモチーフにした映画作品[25]

## 演じた俳優
- あおい輝彦 - 『美空ひばり物語』（1989年　TBS）
- 林与一 - 『さよなら李香蘭』（1989年 フジテレビ）
  - 『顔斬り』（1990年　日本テレビ『火曜サスペンス劇場』）
- 中村福助 - 『李香蘭』（2007年　テレビ東京）